# Штолпе (Мекленбург)
Штолпе (њем. Stolpe) општина је у њемачкој савезној држави Мекленбург-Западна Померанија. Једно је од 76 општинских средишта округа Пархим. Према процјени из 2010. у општини је живјело 400 становника. Посједује регионалну шифру (AGS) 13060074.

## Географски и демографски подаци
Штолпе се налази у савезној држави Мекленбург-Западна Померанија у округу Пархим. Општина се налази на надморској висини од 64 метра. Површина општине износи 20,6 km². У самом мјесту је, према процјени из 2010. године, живјело 400 становника. Просјечна густина становништва износи 19 становника/km².